# Butanethiol
Butanethiol, còn được gọi là butyl mercaptan, là chất lỏng dễ bay hơi, màu vàng nhạt với mùi hôi thối. Trên thực tế, butanethiol có cấu trúc tương tự như một vài thành phần chính của thuốc chống sẹo nhưng không có trong thuốc xịt. Mùi hương của butanethiol rất mạnh đến nỗi mũi người có thể dễ dàng phát hiện ra nó trong không khí ở nồng độ thấp tới 10 phần tỷ. Mức ngưỡng cho 1-butanethiol được báo cáo là 1.4 ppb.

## Hóa học
Butanethiol được phân loại về mặt hoá học trong số các thiol, là các hợp chất hữu cơ với các công thức phân tử và các công thức cấu trúc tương tự như rượu, ngoại trừ nhóm sulfhydryl có chứa lưu huỳnh (-SH) thay thế cho nhóm hydroxyl có chứa oxy (-OH) trong phân tử. Công thức phân tử cơ bản của butanethiol là C4H9SH, và công thức cấu trúc của nó tương tự như của rượu n-butanol. Butanethiol được điều chế bởi sự xúc tác thêm hydrogen sulfide lên but-1-ene. Butanethiol là một thiol có trọng lượng phân tử thấp, và nó rất dễ cháy.

## Ứng dụng
Butanethiol được sử dụng như một dung môi công nghiệp, và là chất trung gian cho chất làm rụng bông. Nó đôi khi được đặt trong "bom thối" và "nước hoa hôi thối" cho những con vật đáng yêu.

## Độ an toàn
Butanethiol là một hợp chất hóa học rất độc và ăn mòn da, ở nồng độ cao, nó gây ra các ảnh hưởng nghiêm trọng đến sức khoẻ ở cả người và động vật, đặc biệt là do tiếp xúc kéo dài. Nồng độ cao hơn có thể dẫn đến bất tỉnh và hôn mê sau khi phơi nhiễm kéo dài. Tiếp xúc với da và màng nhầy gây bỏng, và tiếp xúc với mắt có thể dẫn đến thị lực mờ hoặc mù hoàn toàn.
Hít phải có thể gây suy nhược, lú lẫn, ho, chóng mặt, buồn ngủ, nhức đầu, buồn nôn, nôn và thở dốc. Chất gây kích ứng mắt, da, và đường hô hấp. Nó có thể gây ra hiệu ứng trên tuyến giáp và hệ thần kinh và có thể làm giảm ý thức.